# Василь Тарнавський (теолог)
Василь Тарнавський (рум. Vasile Tarnavschi, *16 грудня 1859, с. Міховени (Південна Буковина), Сучавський повіт, Австрійська імперія — † 4 лютого 1945, м. Бухарест, Румунія) — доктор теології, професор, громадський діяч, ректор Чернівецького університету в 1918-1920 роках

## Життєпис
Після закінчення ліцею у місті Сучава (1878) вступив на теологічний факультет Чернівецького університету, де й закінчив докторантуру в 1886 році.
Згодом спеціалізувався з історії Старого Заповіту та івриту у містах Відні, Бреслау (тепер -Вроцлав, Польща) та Берліні протягом 1898-1900 років.
По закінченню навчання працював священиком у с. Строєшті (Сучавський повіт), пресвітером і професором з історії релігії у м. Сучаві, священиком у м. Чернівці.
Після цього починається його викладацька діяльність у Чернівецькому університеті з посади доцента й позаштатного професора.
Згодом Василь Тарнавський став ординарним професором і завідувачем кафедри Біблійної історії Старого Заповіту та івриту теологічного факультету.
Певний час Тарнавський керував кафедрою практичної теології, викладав спецкурси з арамейської, сирійської та арабської мов.
Василь Тарнавський п'ять разів обирався деканом теологічного факультету і двічі (1918-1919 та 1919-1920 навчальні роки) ректором Чернівецького університету.
Крім викладацької провадив також громадську діяльність: був директором і редактором газети «Candela» (1923-1932), головою Асоціації буковинського кліру (1923-1924).
У зв'язку з активною педагогічною роботою на кафедрі, й особливо своїм науковим працям, Василь Тарнавський вважається найвидатнішим румунським православним теологом з історії Старого Заповіту.
Помер Василь Тарнавський 4 лютого 1945 року у Бухаресті.